# Крилатка індійська
Крилатка індійська (Pterois miles) — вид скорпеноподібних риб роду Крилатка (Pterois) родини скорпенових (Scorpaenidae).

## Назва
Pterois перекладається з грецької мови як «крилатий», видова назва miles перекладається з латини як «солдат».

## Поширення
Вид зустрічається у Червоному морі та Індійському океані від берегів Південної Африки до острова Суматра. Через Суецький канал поширився на сході Середземного моря.

## Опис
Риба середнього розміру 25-35 см завдовжки, яскравого забарвлення. Тіло сірого забарвлення з червоними та коричневими поперечними смугами по всьому тілі та на плавцях. На спинному та грудних плавцях розміщені довгі, отруйні, яскраво забарвлені колючки.

## Спосіб життя
Це морський, тропічний вид, що мешкає на коралових рифах на глибині до 60 м. Активний хижак, що живиться дрібною рибою та ракоподібними.